# وسخود

واسخود ۲

وُسخود (به روسی: Восход به معنای پگاه) نام فضاپیمای ساخت شوروی بود. این فضاپیما که در چارچوب برنامه سفر به فضای انسان ساخته شده بود.
فضاپیمای وسخود در حقیقت نمونه پیشرفته تر کپسول فضایی وستوک بود که قابلیت حمل چند سرنشین را داشت
از این فضاپیما تنها در دو مأموریت سرنشین دار استفاده شد ولی هر دو مأموریت در نوع خود شایان توجه بود.
اولین مأموریت این کپسول دوازدهم اکتبر ۱۹۶۴ انجام شد که طی آن سه فضانورد در مدار زمین قرار گرفتند. این اولین مأموریت سرنشیتن دار اتحادجماهیرشوروی و جهان بود که چند فضانورد در آن شرکت می‌کردند.
دومین مأموریت وسخود در ۱۸ مارس ۱۹۶۵، باعث انجام اولین راهپیمایی فضایی شد. کمبود فضای داخل کپسول باعث شده بود فضانوردان در مأموریت نخست این فضاپیما لباس فضایی به تن نکنند، اما در مأموریت وسخود-۲ هردو فضانورد لباس فضایی پوشیده بودند.
پس از به دست آوردن این دو موفقیت، اتحاد جماهیر شوروی توجهات خود را به برنامه سایوز معطوف کرد.
ماموریت‌های واسخود شامل موارد زیر بود

### ماموریت‌های بی سرنشین
- کاسموس ۴۷ –تست سخت‌افزارهای فضاپیمای واسخود بود
- کاسموس ۵۷ – مأموریت بی سرنشین ناموفق بود
- کاسموس ۱۱۰ –یک مأموریت بی سرنشین بود در سال ۱۹۶۶ بود که دو قلاده سگ به نام‌های «آوگلوک» و «وترک» را به مدت ۲۲ روز به فضا برد

### مأموریت با سرنشین
| ردیف | ماموریت | پرتاب         | فرود          | خدمه        | خدمه          | خدمه       | دستاورد                |
| ---- | ------- | ------------- | ------------- | ----------- | ------------- | ---------- | ---------------------- |
| ۱    | وسخود ۱ | ۱۲ اکتبر ۱۹۶۴ | ۱۳ اکتبر ۱۹۶۴ | V. Komarov  | K. Feoktistov | B. Yegorov | اولین مأموریت چند نفره |
| ۲    | وسخود ۲ | ۱۸ مارس ۱۹۶۵  | ۱۹ اکتبر ۱۹۶۵ | P. Belyayev | A. Leonov     |            | اولین پیاده‌روی فضایی   |